# Salamis strandi
Salamis strandi är en fjärilsart som beskrevs av Johannes Karl Max Röber 1937. Salamis strandi ingår i släktet Salamis och familjen praktfjärilar. Inga underarter finns listade i Catalogue of Life.